# Jordbävningen i El Asnam 1980
Jordbävningen i El Asnam 1980 var en jordbävning i staden El Asnam, senare omdöpt till Ech Cheliff, i Algeriet, i den centrala delen av Chelifdalen den 10 oktober 1980. Jordbävningen, uppmätt till 7,3 på Richterskalan, var Algeriets största någonsin och följdes tre timmar senare av ett efterskalv uppmätt till 6,3 på Richterskalan, vilket tillsammans orsakade stor skada och höga dödssiffror.
Den ursprungliga jordbävningen inträffade klockan 12.24 GMT. Rapporterna meddelade ursprungligen om en dödssiffra på cirka 20 000. Den slutliga dödssiffran blev dock runt 3 500. Stadens kärnsjukhus, ett varuhus, centrala moskén, en flickskola och två bostadshus förstördes. Omkring 300 000 personer blev hemlösa. Jordbävningen var den största i Atlasbergen sedan 1790.
Olof Strååh från Sverige, tidigare chef för Svenska Röda korset, utsågs till ledare för det internationella räddningsarbetet.

### Fotnoter
1. ↑  ”1980: Thousands feared dead in Algerian quake”. BBC. 10 oktober 1980. http://news.bbc.co.uk/onthisday/hi/dates/stories/october/10/newsid_3714000/3714612.stm. Läst 14 juli 2009.
2. ↑  ”The El Asnam (Algeria) earthquake of 10 October 1980; conclusions drawn from a field study”. Quarterly Journal of Engineering Geology and Hydrogeology. http://qjegh.lyellcollection.org/cgi/content/abstract/14/2/143. Läst 14 juli 2009.
3. ↑   Horisont 1980. Bertmarks

Den här artikeln är helt eller delvis baserad på material från engelskspråkiga Wikipedia.